# Pimachiowin Aki
 (août 2020).
Le contenu est difficilement compréhensible vu les erreurs de traduction, qui sont peut-être dues à l'utilisation d'un logiciel de traduction automatique.
Pimachiowin Aki (ce qui signifie « la Terre qui donne la vie » en Ojibwé, ᐱᒪᒋᐅᐃᐧᓂ ᐊᑭ) est un site du patrimoine mondial de l'UNESCO et une réserve de biosphère proposée à l'de l'UNESCO en 2018. Située dans la forêt boréale dans Manitoba en Ontario. La zone du projet comprend plus 43000 km² est de taille similaire au Danemark et signifierait qu'il serait plus grand que 100 pays. Le projet est également soutenu par cinq Premières Nations des réserves y compris la Première Nation de Poplar River, la Première Nation de Little Grand Rapids, la Première Nation de Pauingassi, la Première Nation de Pikangikum, et la Première Nation de Bloodvein. La région comprend aussi le parc provincial Atikaki au Manitoba et le parc provincial Woodland Caribou en Ontario. La proposition de l'inscription comme site du patrimoine mondial de l'origine de la proposition a débuté avec la signature du Protected Areas and First Nation Resource Stewardship en 2002 par les Premières Nations de Little Grand Rapids, Pauingassi, Poplar River et de Pikangikum.

## Avantages
La corporation Pimachiowin Aki  estime qu'il y a de nombreux avantages en faveur d'un site de l'UNESCO pour les résidents peuples des Premières Nations comme par exemple dans les communautés à proximité de du site UNESCO qui ont trouvé une nouvelle source de fierté dans la zone désignée, ils ont également obtenu plus d'attention dans le monde entier. La corporation Pimachiowin Aki estime que cela pourrait signifier plus de visiteurs et de touristes avec les retombées économiques et sociales. Elle permettrait également aux gens de partager et d'enseigner la culture Anishinabe. L'inscription favoriserais également le soutien et l'aide auprès d'autres organisations, des gouvernements, des entreprises et des bénévoles pour gérer le site, ainsi que la façon dont la terre est protégée et gérée pour l'avenir.

## Histoire

### Appui gouvernemental
Manitoba Hydro avait initialement prévu une importante ligne à haute tension à travers le projet de zone appelée Bipole III. Quelques jours avant son départ à la retraite en tant que Premier ministre, Il a annoncé que le gouvernement allait faire don de 10 millions de dollars pour le fonds pour le Patrimoine Mondial de l'UNESCO, sur le côté est du Lac Winnipeg. Le Nouveau parti démocratique prétendait qu'un itinéraire sur le côté est de Bipole III mettrait en péril le site de l'UNESCO et a affirmé qu'un site du patrimoine serait à l'avantage des collectivités des Premières Nations plus. Le NPD a proposé un trajet plus long et plus cher, passant par l'ouest du Manitoba, afin de préserver l'intégrité environnementale de l'est du lac Winnipeg et de soutenir le site de l'UNESCO.

### Statut au patrimoine mondial
En 2004, Parcs Canada au nom du gouvernement fédéral, a ajouté le projet au Canada la liste indicative des sites du patrimoine mondial, au titre des critères (v), (vii), (ix) et (x). Le site a été soumis pour examen en 2013. Le Comité du Patrimoine Mondial différés inscription à donner proposants le temps de l'améliorer certains aspects de l'offre, tout en disant que le Comité nécessaires pour améliorer le processus de candidature pour les sites mixtes comme il y a actuellement des problèmes structurels dans le processus qui a fait approuver mixte candidatures difficile. En 2016, à la suite de la modification de l'offre, en se concentrant sur les Ojibwés tradition culturelle de Ji-ganawendamang Gidakiiminaan (Garder la Terre), le Comité était près d'inscrire le bien sur la liste. Toutefois, le Canada a demandé et obtenu un report après que la Première Nation de Pikangikum a retiré son soutien. En 2018, le site a été répertorié comme un site du patrimoine Mondial avec quatre des cinq membres des Premières Nations inclus,.